# جوليا شتاينغروبر
جوليا شتاينغروبر (بالألمانية: Giulia Steingruber) هي لاعبة جمباز فني سويسرية ولدت في يوم 24 مارس 1994 في بلدة غوسو في سويسرا. أبرز إنجازاتها هو فوزها بالميدالية البرونزية في دورة الألعاب الأولمبية الصيفية 2016 في ريو دي جانيرو. كما فازت بالميدالية البرونزية في بطولة العالم 2017 في مونتريال.